# ASUKA (AV女優)
ASUKA（あすか、1986年8月8日- ）は、日本のAV女優。HYプロダクション所属。

## 経歴
デビュー前はイベントコンパニオンとして活動、2011年10月、AVデビューした。
2012年、アダルトビデオ30周年を記念した企画、AV30で、24メーカーが選ぶ最高にヌケる作品として、彼女の作品がプレミアムから選ばれた。
漫画家としても活動中であり、自身のAV体験を題材にした漫画を自ら執筆してぶんか社の漫画雑誌で掲載し人気を評した。その漫画のなかで、AV女優に転身したのは私生活が枯渇してSEXがしたいという願望から、所属していた事務所にAV業界との繋がりがあることを知り、自ら志願したと語っていた。

## 出演作品

### イメージビデオ
2011年
- 現役キャンギャル決意の透けエロ!（4月29日、プレミアム）
- 透けエロ以上、AV未満。（6月7日、プレミアム）
- 限界越え!（8月7日、プレミアム）
- 妄想X-南洋花-（10月25日、ARK）

### アダルトビデオ
2011年
- 現役キャンギャルASUKA AV解禁!（10月7日、プレミアム）
- 現役キャンギャルはフェラチオがお好き（11月7日、プレミアム）
- 美尻×美脚、パンストフェティシズム。（12月7日、プレミアム）

2012年
- 淫・女尻 180分スペシャル（1月7日、プレミアム）
- スケスケ水着インストラクター（2月7日、プレミアム）
- 犯された現役キャンペーンガール（3月7日、プレミアム）
- PREMIUM STYLISH SOAP（4月7日、プレミアム）
- AV30GP 赤盤 メーカーが選ぶ最高にヌケるSEX（4月13日、オールアダルトジャパン）
- 現役キャンギャルのいやらし～い舌と接吻 3時間スペシャル（5月7日、プレミアム）
- ブラック会社の性奴隷OL 社内に女は私だけ…（6月7日、プレミアム）
- プレミア女優の100コーナー100本番16（6月7日、プレミアム）
- プレミア女優のお掃除フェラBEST8時間（6月7日、プレミアム）
- プレミアム6周年記念作品集24時間 PREMIUM STYLISH BEAUTY 69（7月7日、プレミアム）
- 放尿、潮吹き、大失禁。 ASUKA（7月7日、プレミアム）
- 【AV30】アソコ・ヴィショヴィショ・30連発 PREMIUM SPLASH HISTORY 8時間（7月13日、プレミアム）
- ギリエロ（7月19日、ROOKIE）
- プレミア女優 凌辱・レイプBEST8時間4KAORI（8月7日、プレミアム）
- 現役キャンギャル×グラマラス6本番 240分スペシャル ASUKA（8月7日、プレミアム）
- 2012年上半期 プレミアム傑作選（8月7日、プレミアム）
- ASUKAの犯され願望 ～強制放尿、潮吹き、輪姦～（9月7日、プレミアム）
- どロリ2（9月19日、ROOKIE）
- プレミア女優のお掃除フェラBEST8時間 2（10月7日、プレミアム）
- 後ろから突いて！BACK-FUCK-BEST8時間 Vol.3（10月7日、プレミアム）
- ノーパン女教師 3時間スペシャル（10月7日、プレミアム）
- プレミア女優のフェラチオBEST 8（11月7日、プレミアム）
- プレミア女優の美尻コレクション 7（11月7日、プレミアム）
- 放尿、ハメ潮、スプラッシュ。プレミア美女20人絶頂大噴射8時間スペシャル（11月7日、プレミアム）
- 現役キャンギャルの接吻とフェラチオとセックス（11月7日、プレミアム）
- 発射寸前！我慢汁垂れ流しの気持ちいいフェラチオ320連射16時間（11月19日、ROOKIE）
- ドリシャッ！！（12月7日、ワープエンタテインメント）
- 凌辱で感じる美しきマゾ女優たち8時間（12月7日、プレミアム）
- 8時間だヨ！全員放尿3（12月7日、プレミアム）
- 犯されレイプ強姦16時間（12月19日、ROOKIE）
- 現役キャンギャル中出し解禁！！ ASUKA（12月25日、本中）

2013年
- プレミア女優のグラマラス・ヒップ 8時間スペシャル（1月7日、プレミアム）
- 潮吹き中×放尿中 プレミア女優のビシャビシャ大量おもらし8時間BEST（1月7日、プレミアム）
- 女教師in… ［脅迫スイートルーム］ Teacher ASUKA（1月7日、ドリームチケット）
- 徹底凌辱・レイプ大全集 16時間（2月7日、プレミアム）
- BEST OF PREMIUM 2012 88タイトル24時間（2月7日、プレミアム）
- プレミアム7周年記念 大傑作選2006～2012 77タイトル24時間（3月7日、プレミアム）
- 2012年下半期プレミアム傑作選（3月7日、プレミアム）
- レディーキラー（3月7日、アタッカーズ）他出演：竹内紗里奈（村上里沙）
- 後ろから突いて！BACK-FUCK-BEST8時間 Vol.4（3月7日、プレミアム）
- プライド粉砕レイプ 標的、美脚パーツモデル（4月7日、アタッカーズ）（4月7日、プレミアム）
- 昇天潮吹き・大量放尿 ノンストップ激流8時間BEST（4月7日、プレミアム）
- 絶対！！ベスト 白く汚れる美女 8じかん。（4月19日、ワープエンタテインメント）
- ノーパン女教師BEST8時間 2（5月7日、プレミアム）
- 1対1でネットリと凌辱されるプレミア女優たち 8時間（5月7日、プレミアム）
- プレミア美尻のアナルむき出しFUCK 8時間（5月7日、プレミアム）
- 絶品痴女大乱交（5月13日、ムーディーズ）
- 中出しされた瞬間の女のイキ顔（5月25日、本中）
- 最強絶品BODYセックス 8時間スペシャル（6月7日、プレミアム）
- 絶頂ウォータースプラッシャー 放尿＆潮吹き大噴射8時間スペシャル（6月7日、プレミアム）
- PREMIUM HIP PARADE 極上美尻の祭典16時間（6月7日、プレミアム）
- キレイなお姉さんの燃え上がる本物中出し交尾4時間（6月25日、本中）
- 蒸れ臭い艶パンスト脚線美 ぶっかけゴックン大乱交（6月25日、オペラ）
- プレミアソープ嬢35人 マットプレイスペシャル16時間（7月7日、プレミアム）
- 濃密、ベロキス、セックス。極上接吻性交 8時間スペシャル（7月7日、プレミアム）
- 私だけ見つめて！プレミア女優と主観でセックス8時間スペシャル（7月7日、プレミアム）
- 丸呑み！ディープスロートフェラチオ8時間（7月7日、プレミアム）
- 籠城2（7月7日、アタッカーズ）
- 某地方局の美人アナウンサーは忙し過ぎて溜まりまくった性欲を新人男子社員で解消する!!（9月19日、GARCON）

### 漫画
- AV女優　ASUKAの事情絵（本当にあった笑える話　Pinkiy 2013年2月号/3月号/4月号ぶんか社、著者：ASUKA）

### 写真集
- 南洋花（2011年9月28日、双葉社、撮影：マキハラ ススム）ISBN 978-4575303599